# Bothriochloa laguroides
Bothriochloa laguroides är en gräsart som först beskrevs av Dc., och fick sitt nu gällande namn av Wilhelm Franz Herter. Bothriochloa laguroides ingår i släktet Bothriochloa och familjen gräs. Utöver nominatformen finns också underarten B. l. torreyana.

## Bildgalleri

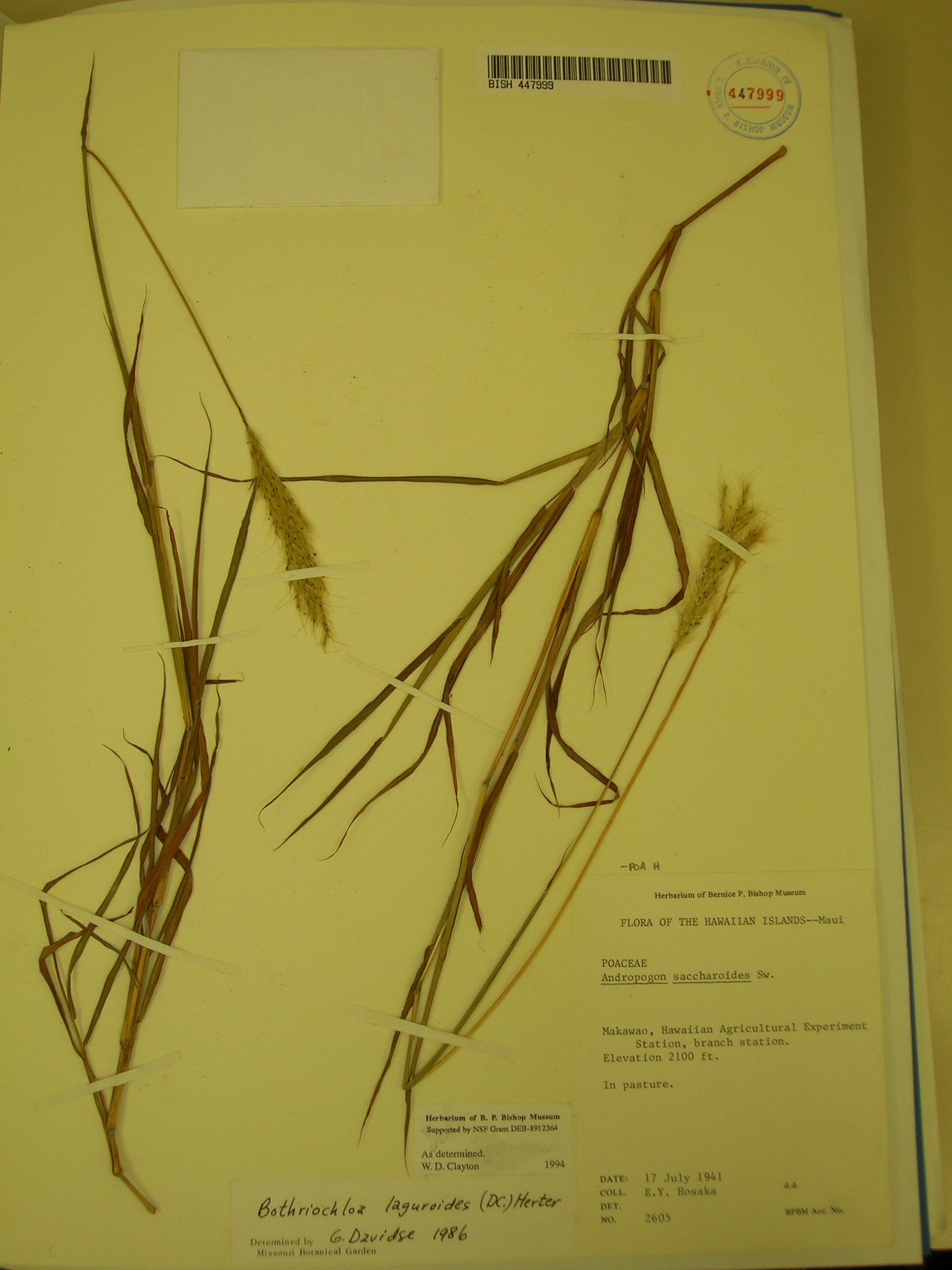
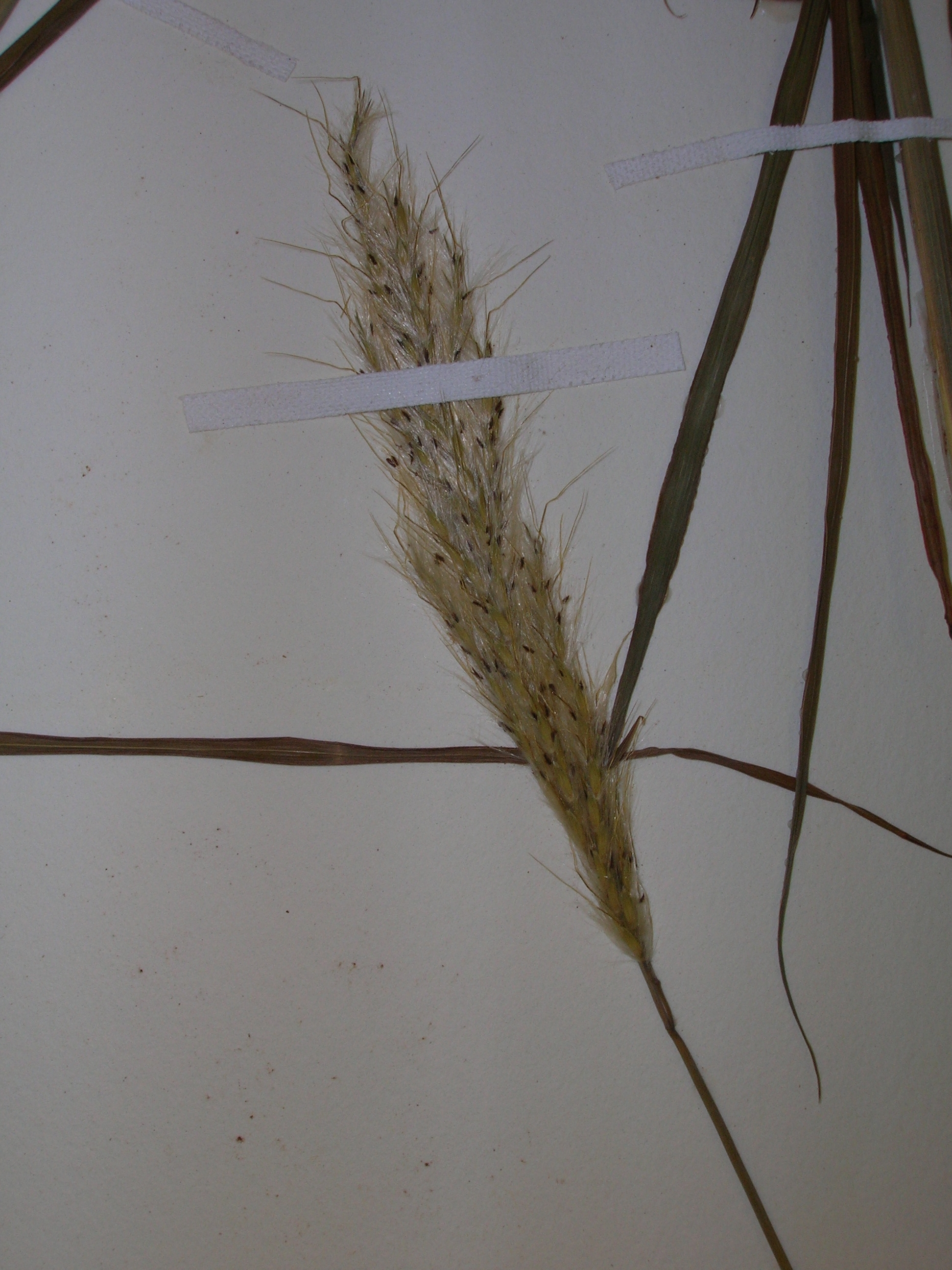
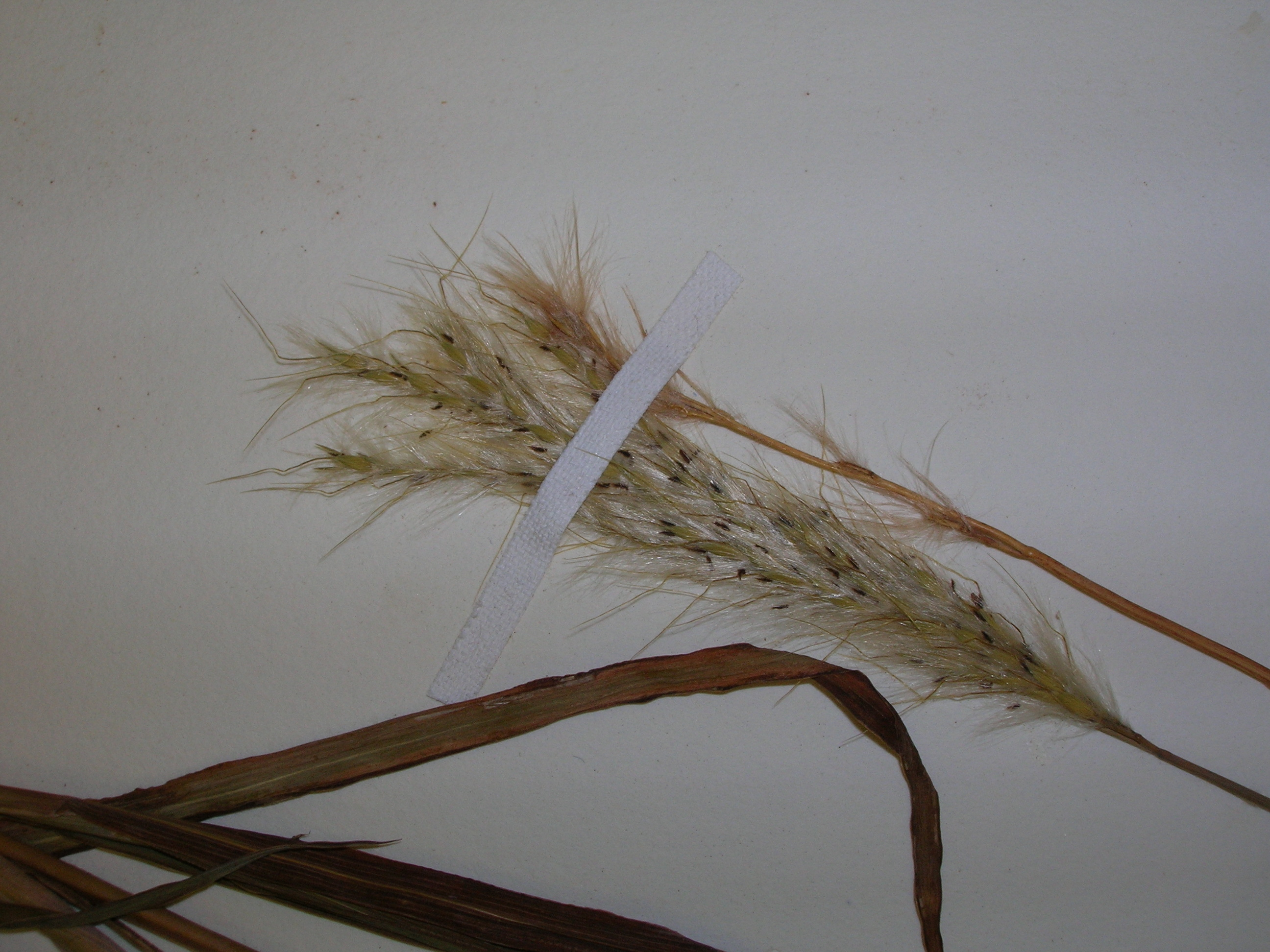